# 美洲戰區 (第二次世界大戰)
美洲戰區是第二次世界大戰中的次要作戰區域。美洲大陸為海洋阻隔，遠離第二次世界大戰的主要戰區（歐洲、亞洲），針對美國本土的攻擊威脅幾乎可以無視，有利美國資源向海外輸送。即便如此，二戰期間軸心國仍對北美地區發動數次攻擊，包括今日美国、加拿大、墨西哥長達320公里（200英哩）的海岸線與部份島嶼（夏威夷、阿留申群島、格陵兰）。南美洲也受到襲擊，但只發生在海上，即拉普拉塔河口海战。

## 納粹德國的美洲作戰

### 南美洲
1939年12月13日，納粹德國海軍與英國皇家海軍在拉普拉塔河口附近海域發生戰鬥。此前，德國的斯佩伯爵號裝甲艦持續在中、南大西洋海域侵擾同盟國貿易航路，擊沉許多商船和油輪；英國與法國為此派出艦隊巡航該處，試圖找出德軍艦艇。1939年12月13日凌晨，雙方在拉普拉塔河口相遇；斯佩伯爵號艦長汉斯·朗斯多夫海軍上校誤判情勢，以為自己面對的是同盟國的護航運輸隊，而主動拉近距離。實際上，斯佩伯爵號的對手是由一艘重巡洋艦和兩艘輕巡洋艦組成的中隊。雙方交戰後，英國的埃克塞特號重巡洋艦受到重創，但盟軍艦隊也擊毀斯佩伯爵號的重油處理系統，迫使其逃向乌拉圭首都蒙得维的亚尋求庇護。
然而，親英的烏拉圭政府拒絕讓斯佩伯爵號進港維修、補給，令其立即出海；同時，英國也散播假消息，宣稱已有4艘巡洋艦及1艘航空母艦前往蒙得維的亞外海，迫使斯佩伯爵號艦長朗斯道夫下令自沉，船員登岸，前往阿根廷首都布宜諾斯艾利斯尋求庇護，不料卻遭逮捕，朗斯道夫最終自殺身亡。

### 美國

#### 杜肯間諜團
尚未開戰前，納粹德國就已在美國建立間諜網絡。杜肯間諜團是美國歷史上最大規模的間諜案，涉及33名被安插在關鍵職位，用以蒐集軍事情報與顛覆活動的德國間諜。其中有人開設餐廳，從顧客那裡竊取情報；或者進入航空公司，向德國回報美國的跨大西洋航班情報；或者擔任郵差，將機密情報混進一般郵件中投遞。這支間諜團的領導人是弗里茨·茹伯特·杜肯陸軍上校，他是南非布爾人，為德國在兩次世界大戰中進行諜報工作，以成功刺殺一戰時的英國陸軍元帥赫伯特·基奇納聞名，並因此獲頒德國鐵十字勳章。此一間諜案能被破獲，主要歸功於美國联邦调查局旗下的德國－美國雙面間諜威廉·希柏德，他在紐約市為杜肯間諜團設置無線電台，互換德國與其間諜之間的指令與情報。1941年6月29日，聯邦調查局關閉該電台，逮捕33名德國間諜到案，其中杜肯上校被判處300年有期徒刑，服刑13年後因病獲得假釋，最終死於羅斯福島上的市立醫院。

#### 帕斯托瑞斯行動
美國向德國宣戰後，阿道夫·希特勒指使德國特工赴美製造破壞，由德國軍事情報局負責計畫。1942年春季，該局招募6名間諜（其中一人後來退出），分成兩組行動：第一組由喬治·約翰·達施帶領歐內斯特·彼得·柏格、海因里希·海涅（Heinrich Heinck）、理查·奎恩（Richard Quirin）行動；第二組由愛德華·克林（Edward Kerling）帶領赫曼·紐鮑爾（Hermann Neubauer）、韋納·帝爾（Werner Thiel）與赫伯特·霍普特（Herbert Haupt）行動。
1942年6月12日，納粹德國海軍U-202潛艇載著達施特工團與炸藥，在紐約長島東漢普頓浮出水面。他們計劃破壞尼亚加拉瀑布的發電設施與美國鋁業公司位於伊利诺伊州、田纳西州和纽约州的工廠。不料，達施卻獨自向美國聯邦調查局自首，供出破壞計畫的詳情，導致達施率領的特工團全員被捕。
另一方面，克林特工團乘坐U-584潛艇，在同年6月17日於佛羅里達州的蓬特韋德拉海灘上岸，計劃在賓夕法尼亞鐵路的紐華克段、聖路易斯與辛辛那提的水閘，以及紐約市的自來水供給系統埋設炸藥。他們先前往辛辛那提，在此分為兩人一組，分別前往芝加哥、伊利諾州與紐約市，卻因喬治·約翰·達施的自首而在同年7月10日全員被捕。
這8名德國特工都被送上軍事法庭，其中6名被宣判死刑；此判決結果受當時的美國總統富蘭克林·羅斯福支持，而此案被告受軍事法庭管轄的合法性也得到美國最高法院的認可。1942年8月8日，6名被判死刑的德國特工坐上電椅；而喬治·約翰·達施與歐內斯特·彼得·柏格則被判處30年有期徒刑，兩人都在1948年獲得假釋並遣返回德國。達施在戰前曾長住美國，返德後因與美國當局合作而遭監禁，有過和住在美國時完全不同的生活。達施被遣返後，也被禁止再度踏入美國領土，他為此曾寫信向美國當局的有力人士求助（如前美國聯邦調查局局長約翰·埃德加·胡佛與第34任美國總統德怀特·艾森豪威尔）。之後，達施搬到瑞士，將這段特工經歷寫成《Eight Spies Against America》一書。

#### 埃爾斯特行動
1944年，納粹德國對美國發動代號為「喜鵲」的滲透計畫，由特工埃裏希·吉姆佩爾和威廉·科爾波執行，任務內容是蒐集與曼哈頓計畫有關的情報，並製造破壞。1944年11月30日，兩名特工在基尔軍港搭上U-1230潛艇，於馬里蘭州漢考克鎮登陸。他們立即前往紐約，計畫卻急轉直下，科爾波獨自於同年12月26日向聯邦調查局自首，招認計畫詳情，導致吉姆佩爾被捕。兩名特工都被判處死刑，但之後也都獲得減刑。埃裏希·吉姆佩爾於1955年出獄後回到西德，後來於南美洲成家並於聖保羅過世。科爾波則於1960年出獄，留在賓夕法尼亞州普魯士王市從商，後於宾夕法尼亚州度過晚年。

### 登陸加拿大

#### 新布藍茲維聖馬丁村
1942年5月14日，德國軍事情報局間諜馬瑞爾斯·朗本（Marius A. Langbein）乘U-217潛艇在加拿大新布藍茲維聖馬丁村登陸。他的任務是監視並回報往返蒙特婁與哈利法克斯（當時為北大西洋護衛船團的起港）的水上航班。朗本在戰前曾居住於加拿大，雖受德國情報機構金援，卻未執行任務，直到他在1944年12月被捕為止。加拿大陪審團判他無罪，因為朗本並未執行間諜任務，也沒有在戰爭期間對加拿大做出其它敵意行為。

#### 魁北克紐卡斯鎮
1942年11月9日，納粹德國海軍U-518潛艇在前往紐芬蘭康塞普申灣裡的貝爾島 (加拿大)途中，擊沉兩艘鐵礦船；雖遭逢加拿大皇家空軍反擊，仍成功在距魁北克省紐卡斯鎮6.5公里處讓間諜維爾納·馮·亞諾夫斯基（Werner von Janowski）登陸加拿大領土。亞諾夫斯基在當天清晨6:30現身於紐卡斯旅館，要求一間可讓他洗澡的浴室。旅館經理之子小厄爾·安奈特（Earle Annett Jr.）注意到這名精明的陌生人語中有謊：他自稱剛下巴士，但那天根本沒有經過紐卡斯鎮的巴士班次。此外，他也發現亞諾夫斯基說的英語帶有巴黎腔、穿著歐洲風格的服裝，以及買煙時用了已經沒在流通的加拿大元紙鈔；亞諾夫斯基的身上有股怪味，使用不被加拿大政府核准使用的比利時紙板火柴。這名陌生人待不到三個小時就走了，不讓安奈特有機會調查。離開旅館後，他到火車站買了杯咖啡，等候次班列車抵達；安奈特一路跟著他，還給了他根煙，確認亞諾夫斯基再度拿出比利時紙板火柴點煙後，就向一名魁北克警察舉發他。那名警察登上火車，找到自稱來自多倫多的收音機推銷員亞諾夫斯基，直到警察要求搜索他的背包，亞諾夫斯基才招供：「（搜索背包）沒必要，我為德國服務。」

## 日本的美洲作戰

### 阿留申群島
大日本帝國陸軍部隊在1942年6月6日登陸並且佔領作為阿留申群島組成的阿圖島，而在同一時間日軍也入侵基斯卡島。一直到1943年5月30日後，同盟國部隊才在阿圖島戰役獲勝後結束大日本帝國對於此地的占領。

### 潛水艇襲擊

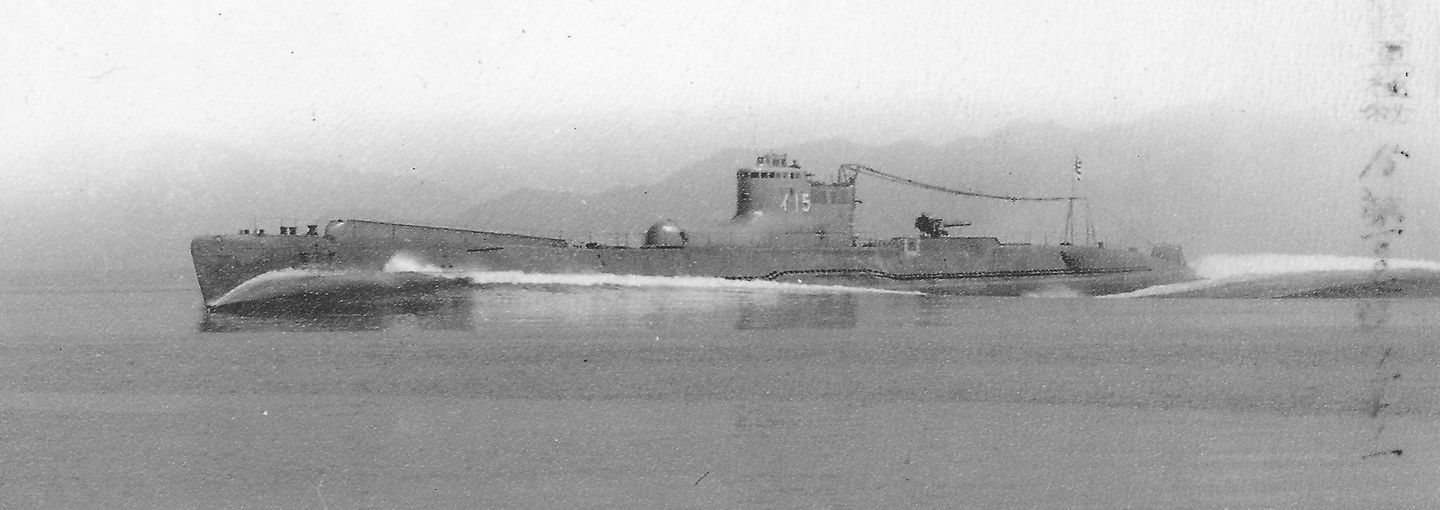
日本潛艇I-17

日本潛艇在洛杉磯、聖塔巴巴拉、聖地亞哥和聖塔莫尼卡等加州西海岸城市的視線範圍內，實施魚雷攻擊。1941年和1942年期間，有10餘艘日本潛艇在西海岸和下加利福尼亞州埋伏，他們襲擊了美國、加拿大和墨西哥的船隻，於1942年10月11日成功擊沉了包括蘇聯海軍潛艇L-16在內的10餘艘船隻。日本潛艇也會浮出水面，對美國沿海實施砲火攻擊，但效果甚微。
北美大陸於1942年2月23日，首次遭到軸心國海軍砲擊，當時日本潛艇I-17襲擊了聖塔巴巴拉附近戈萊塔以西的埃爾伍德油田(Ellwood Oil Field)。 雖然只有一個油井的泵房和通道被損壞，但I-17艦長西野幸三通過無線電向東京表示，他已將聖塔巴巴拉變成一片火海。砲擊後，並沒有人員傷亡報告，損失的總成本官方估計約為500至1,000美元。雖然人員、物資的損失微不足道，但砲擊的消息在北美西海岸引發了「日軍即將入侵」的恐慌。
1941年和1942年期間，超過5艘日本潛艇部署在加拿大西部。1942年6月20日，日本潛艇I-26在艦長橫田稔的指揮下，向卑詩省溫哥華島上的Estevan Point燈塔，發射了25到30發5.5英寸砲彈，但未能擊中目標。雖然沒有人員傷亡的報告，但加拿大方面隨後決定關閉燈塔，給沿海航運活動造成了阻礙。
日本潛艇I-25在艦長田上明次少佐的指揮下，於1942年6月21至22日晚上，在奧勒岡州哥倫比亞河口附近，砲擊美軍基地史蒂文斯堡(Fort Stevens)。官方記錄的唯一損壞，是棒球場的本壘區後擋板，其他可能的損害是砲擊破壞了基地的電話線。史蒂文斯堡駐軍因為避免曝露火力部署的位置，也可能是I-25在射程外，所以沒有回擊。之後有美軍飛機在訓練中發現了潛艇，隨後派出攻擊機追擊，但I-25逃脫了。

## 外部連結
- American targets （页面存档备份，存于）
- Japanese submarine attacks
- German Sabotage operations （页面存档备份，存于）
- Planned Italian attack on New York harbou. （页面存档备份，存于）
- The Bay Area at War
- Army Responses （页面存档备份，存于）
- Details of German secret agents landed in North America （页面存档备份，存于）
- Red White Black & Blue - feature documentary about The Battle of Attu in the Aleutians during World War II
- Defense of Americas （页面存档备份，存于） a publication of the United States Army Center of Military History
- The Battle of the St. Lawrence （页面存档备份，存于）